# Feijó
Feijó – miasto i gmina w Brazylii, leży w stanie Acre. Gmina zajmuje powierzchnię 27975,43 km². Według danych szacunkowych w 2016 roku miasto liczyło 32 372 mieszkańców. Położone jest około 360 km na północny zachód od stolicy stanu, Rio Branco, oraz około 3150 km na zachód od Brasílii, stolicy kraju. 
W 2014 roku wśród mieszkańców gminy PKB per capita wynosił 9576,71 reais brazylijskich.